# Kisaeng

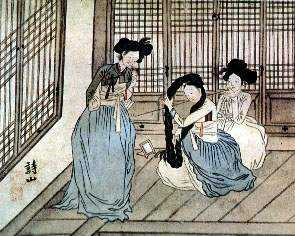
Ginyeo

Il termine kisaeng (anche gisaeng) (기생?, 妓生?) nella cultura coreana identifica la donna che, per professione, è un'intrattenitrice, attività che nella tradizione la vedeva occuparsi dell'intrattenimento di persone altolocate (yangban e sovrani).
Comparse durante la dinastia Goryeo, le kisaeng erano ufficialmente intrattenitrici del Regno, destinate ad espletare diverse funzioni. Molte erano impiegate a corte, tuttavia erano presenti anche in tutto il territorio: sebbene note per lo svago di natura sessuale che fornivano agli ospiti, in realtà erano artiste dell'intrattenimento, partecipavano a spettacoli e cerimonie indirizzate principalmente agli yangban, i nobili, e alla famiglia reale. Istruite con cura e attenzione, erano colte e raffinate, versate nelle belle arti, nella poesia e nella prosa, anche se spesso il loro valore non era riconosciuto in quanto considerate come appartenenti ad una classe inferiore.
Le kisaeng tuttavia hanno conquistato un'importanza culturale rilevante durante periodo Joseon, periodo in cui la loro figura è diventata simbolo di tradizione e di conservazione dell'assetto sociale: alcune delle più antiche e popolari storie, come ad esempio Chunhyangjeon, presentano le kisaeng come eroine. Anche se la maggior parte delle kisaeng sono state dimenticate, alcune sono ricordate per il loro talento e la loro devozione. La più famosa di queste è Hwang Jin-yi, vissuta nel XVI secolo.

## Posizione sociale

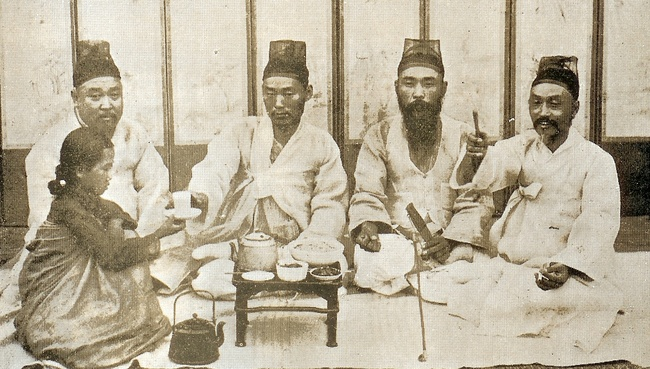
Kisaeng (1910)

Durante i regni di Goryeo e Joseon, le kisaeng possedevano lo status di cheonmin, il livello sociale più basso. Appartenevano alla stessa classe dei macellai e degli schiavi. Tale livello sociale era ereditario, pertanto i figli di una kisaeng erano anch'essi cheonmin, e in particolare le figlie femmine diventavano automaticamente kisaeng. All'inizio del regno di Goryeo, le sezioni governative di ogni distretto iniziarono localmente a tenere un registro delle kisaeng, a garanzia di un controllo totale sulla situazione. La stessa prassi era seguita per monitorare gli schiavi. Le kisaeng appartenenti a tali sedi locali governative erano conosciute come gwan-gi: da precisare che in realtà il loro livello sociale era diverso da quello cui facevano parte gli schiavi della stessa sede, in quanto inserite separatamente nei registri utilizzati per censimento (quindi anche se tecnicamente appartenevano allo stesso rango di "cheonmin", le kisaeng godevano in realtà di uno status privilegiato rispetto a quello degli schiavi).
La kisaeng poteva liberarsi da questa posizione solo se veniva pagato al governo un lauto compenso, intervento di cui potevano farsi carico ricchi mecenati, quindi generalmente si trattava di ufficiali governativi di alto livello.
Diverse kisaeng avevano talento per la poesia, e sono sopravvissuti numerosi sijo composti da kisaeng. Tali componimenti in genere trattano di struggimento e separazione, emozioni tipiche e comuni a quelle evocate dai poemi composti dai seonbi in esilio. Non mancano tuttavia di ironia, come testimoniato ad esempio dalle opere di Hwang Jin-yi. Tradizionalmente lo stile sijo divenne simbolo delle kisaeng, mentre le donne altolocate (appartenenti alle famiglie degli yangban) prediligevano la forma poetica del gasa.
Nella società strutturata e gerarchica della Corea, in cui si ammiravano le doti della kisaeng "artista", ma in cui la si considerava alla stregua di una schiava, si parlava delle kisaeng che "possedevano il corpo della classe inferiore, ma la mente della classe aristocratica".

## Carriera
La carriera della maggior parte delle kisaeng era assi breve, in genere iniziava attorno all'età di 16 o 17 anni e aveva termine a 22 anni. Solo poche kisaeng erano in grado di continuare con tale professione per un lungo termine oltre la fascia d'età prevista, motivo per cui probabilmente quanti si occupavano della preparazione delle kisaeng accettavano anche bambine di otto anni. Tutte le kisaeng erano comunque obbligate per legge a ritirarsi a 50 anni. Perlopiù, una volta lasciata la professione, la migliore aspettativa di una kisaeng, al fine di procurarsi un supporto di medio-lungo termine, era quella di riuscire a diventare la concubina di uno yangban. Tuttavia questa strada non era praticabile finché il mecenate in questione non riusciva a riscattarla dal suo status, pagamento che pochi del periodo Joseon potevano permettersi: per questo motivo molte ripiegavano e andavano a lavorare nelle taverne.
Nel tardo periodo Joseon, si diffuse un sistema sociale con categorie a tre livelli. Il più alto status sociale tra le kisaeng era rappresentato dalle haengsu (행수?, 行首?), che cantavano e ballavano ai ricevimenti e alle cerimonie delle classi altolocate. Alle haengsu kisaeng non era consentito continuare le proprie mansioni di intrattenimento vero e proprio dopo avere compiuto trent'anni. Tuttavia, potevano continuare a lavorare e a dedicarsi ad altri compiti, come confezionare abiti o preparare medicine, fino all'età di cinquant'anni. Ricevevano ospiti solo per scelta. Perlopiù le kisaeng presenti a corte facevano parte della classe haengsu, ed erano chiamate anche seonsang (선상?, 選上?). Inoltre le haengsu kisaeng di ogni distretto si facevano carico della disciplina e della preparazione delle nuove kisaeng.
Le kisaeng del livello più basso erano dette samsu (삼수?, 三首?). Alle samsu era proibito esibirsi e portare in scena le canzoni e le danze delle haengsu. Il sistema a livelli descritto, come tanti altri aspetti della divisione sociale del periodo Joseon, venne meno nel XIX secolo.
Nel corso della loro vita lavorativa, le kisaeng erano in grado di accumulare una considerevole ricchezza personale. Ovviamente queste erano eccezioni: da considerare che dovevano comunque mantenersi autonomamente, pertanto dovevano provvedere alle proprie spese, inclusi cibo, abiti, cosmetici.

### Diventare una kisaeng

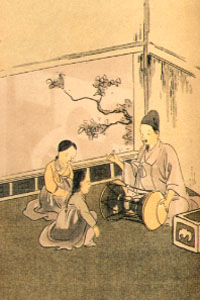
Giovane kisaeng che prende lezioni di musica, 1910.

Erano diverse le strade che portavano una donna a diventare kisaeng. Alcune erano figlie di kisaeng, che ereditavano lo status della loro madre. Altre erano vendute ai “gijeok” dalle famiglie che non potevano mantenerle. La maggior parte di queste famiglie appartenevano alla classe dei cheonmin ma a volte anche famiglie povere di rango superiore vendevano i propri figli secondo questa consuetudine. In alcune occasioni, anche le donne delle famiglie yangban diventavano kisaeng, solitamente per avere violato le consuetudini restrittive sulla sessualità del periodo Joseon.
Le kisaeng si distinsero dall'inizio come lavoratrici capaci e talentuose, quindi il governo presto manifestò l'interesse ad assicurare una corretta educazione. Questa situazione emerse durante il regno di Goryeo con la creazione dei gyobang, istituti preparatori e formativi per le kisaeng del palazzo reale. Durante il periodo Joseon, questa pratica venne strutturata e codificata. In particolare l'istruzione si focalizzava sulla musica e sulla danza.
Nel Sistema a tre livelli del tardo Joseon, vennero istituite per le kisaeng del primo livello scuole formative più specializzate. Il corso di studi durava tre anni e venivano trattate poesia, danza, musica e arte. La scuola più all'avanguardia era situata a Pyongyang. Questo sistema perdurò con efficacia sotto il periodo coloniale giapponese, durante il quale le scuole che formavano le kisaeng erano conosciute come gwonbeon (권번?).

## Vita quotidiana
Alla stregua di schiave del governo, la vita di una kisaeng era controllata e regolata attentamente. Erano assegnate a ufficiali denominati hojang, che avevano l'incarico di sorvegliarle. Agli hojang era anche affidato il compito di aggiornare il registro delle kisaeng e assicurare che nessuna kisaeng del distretto scappasse. Le kisaeng dovevano obbedire alle richieste del proprio mecenate, sempre che avessero avvisato il proprio hojang. Le kisaeng del quartiere erano tenute a comparire per l'ispezione due volte al mese e anche quando un nuovo ufficiale arrivava nel territorio. Di più, erano obbligate a presentarsi perché venisse loro impartita una formazione continua, solitamente focalizzata su musica e danza. La frequenza e i contenuti di queste sessioni di studio variavano da regione a regione.
Tuttavia, lo stato non conosceva nel dettaglio tutto ciò che riguardava le kisaeng. L'ordine era mantenuto all'interno del gyobang, che poteva avere decine di kisaeng, da una haengsu, ossia una kisaeng appartenente al livello più alto. Quando sorgevano problemi tra una kisaeng e un cliente, o quando accuse di condotta criminale venivano mosse a carico di una kisaeng, solitamente la haengsu kisaeng prendeva in mano il caso e risolveva la questione.
Di più, molte kisaeng avevano un gibu, detto anche "marito della kisaeng”, che procurava alla donna protezione e supporto economico, come l'acquisto di beni preziosi o il garantire uno status in cambio di intrattenimento (questi non era legalmente il marito, la denominazione è solo simbolica). La maggior parte dei gibu erano soldati, guardie, oppure servi del palazzo reale. A volte si creavano attriti tra colui che voleva diventare cliente e il gibu, nonostante il gibu non fosse il marito della kisaeng e non potesse reclamare diritti sulla sua. Il ruolo del gibu è cambiato nei secoli: in un primo momento, molte kisaeng non avevano un tale protettore. Tuttavia, durante la dinastia del tardo Joseon, il sistema del gibu divenne praticamente comune ovunque.
Sotto il periodo Joseon, le case delle kisaeng erano tipicamente situate vicino al centro della città, spesso vicine al luogo in cui si teneva il mercato cittadino. Venivano messe in mostra fuori dall'edificio per creare un effetto di benvenuto; in alcuni casi la location veniva scelta secondo altri parametri: si faceva attenzione che vi fosse uno scorcio grazioso, e che l'area attorno alla casa avesse un panorama gradevole, con laghetti ornamentali e piante.

## Politica e diplomazia
Le kisaeng ricoprirono un certo numero di importanti ruoli politici, al servizio dello Stato. Ad esempio erano impiegate per intrattenere dignitari stranieri in visita, provenienti dalla Cina, e se questi viaggiavano, li accompagnavano attraverso tutto il paese.
Grazie al fatto che frequentavano le taverne e le pensioni della città, le kisaeng spesso erano a conoscenza della situazioni e degli affari locali più interessanti. Proprio attraverso le informazioni procurate da una kisaeng, l'armata ribelle di Hong Gyeong-nae riuscì facilmente a conquistare la fortezza di Jongju, all'inizio del XIX secolo.
Quando numerose città della Corea caddero durante l'invasione giapponese della Corea (1592–98), nel tardo XVI secolo, le kisaeng spesso intrattenevano i generali a capo delle armate vincitrici. Alcune delle più famose kisaeng, incluse Nongae di Jinju, sono oggi ricordate per il loro coraggio per avere ucciso o avere tentato di assassinare i leader dell'armata imperiale giapponese.
Alcune kisaeng furono attive anche durante i movimenti di indipendenza della Corea, risalenti al XX secolo. In talune situazioni queste donne ricordavano le altre kisaeng del periodo Joseon, spesso pronte ad assumere un ruolo di comando e a combattere per l'indipendenza. Aengmu, una kisaeng di Taegu, è stata una dei più grandi donatori del Movimento Nazionale per la restituzione dei debiti, all'inizio del Novecento. Circa cinquanta kisaeng presero parte ad una dimostrazione legata al movimento del 1º marzo del 1919.

## Differenze territoriali

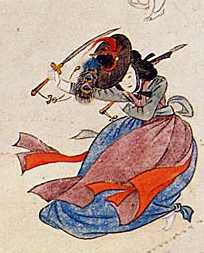
kisaeng di Jinju specializzata nella danza della spada

Le kisaeng sembra fossero in numero relativamente contenuto, al più qualche migliaio. Erano dislocate un po' in tutte le regioni, con una concentrazione di qualche centinaio di kisaeng nei centri maggiori e in numero inferiore nei villaggi hyeon.
Il numero e le caratteristiche di una kisaeng variavano significativamente da regione a regione. Durante il periodo Joseon, la città che ospitava in assoluto più kisaeng era Seul, denominata allora Hanseong, con un numero che si aggirava attorno al migliaio. Alcune di queste lavoravano per la corte e aiutavano a coordinare il vasto numero di intrattenitrici formate che erano necessarie per i festival. Belle e talentuose kisaeng della provincia erano spesso prese e portate a Seoul. L'addestramento delle kisaeng a Seoul era ben definito nei minimi particolari e assai rigido, e infatti le kisaeng disattente venivano rispedite a casa.
Vi era inoltre un alto numero di kisaeng nelle due vecchie capitali di Gaesong e Pyeongyang. Le kisaeng di Pyeongyang erano note per la loro bellezza e il loro talento. La scuola di kisaeng di Pyeongyang era una delle più all'avanguardia del paese e continuò nelle sue attività fino a quasi tutto il periodo coloniale. Le kisaeng di Pyeongyang erano anche conosciute per la loro bravura nell'interpretare il gwan san yung ma, una canzone composta nel XVIII secolo dal poeta Shin Gwangsu.
Una certa concentrazione di kisaeng era facile trovarla vicino ai campi militari, in particolare a ridosso del confine settentrionale. Ad esempio, ai tempi di Sejong il Grande, nel XV secolo, c'erano circa sedici kisaeng localizzate presso la base militare Yongbyon. In queste aree, sostanzialmente la kisaeng ricopriva il ruolo di moglie per coloro che appartenevano all'esercito e le sue mansioni erano molto più focalizzate nelle attività domestiche che nell'intrattenimento.
La kisaeng di altre regioni in genere conservava anche alcune caratteristiche distintive del territorio di appartenenza. Le kisaeng di Jinju erano particolarmente versate nella Geommu, una danza tradizionale con la spada Le intrattenitrici di Jeju erano conosciute per la loro abilità equestre. In taluni casi, abilità che si associavano a kisaeng di una zona, erano rivendicate anche da altri territori. Le kisaeng della regione del Gwandong, nella costa orientale, patria di numerose splendide e famosa vedute, incluso Monte Kumgang, memorizzarono la gwan dong byeol gok (관동별곡?), una composizione in cui si narrava dei paesaggi della regione. Le kisaeng della regione di Honam, nel nordovest, erano versate nell'arte del pansori, mentre quelle della città seonbi Andong sapevano recitare il Grande Studio.

## Storia
Un enorme silenzio aleggia nelle storie ufficiali della Corea quando si parla di kisaeng. L'argomento è stato trattato occasionalmente all'interno di record ufficiali come Goryeosa o gli Annali della Dinastia Joseon. Ancora i riferimenti alle kisaeng sono alquanto sporadici nello yadam o negli “aneddoti storici” del tardo Joseon; alcuni pensatori Silhak come Yi Ik e Jeong Yak-yong, noto come Dasan, si occuparono alla loro situazione all'interno della società e al loro ruolo. Anche oggi, diversi saggi formali sulla storia della Corea danno poco spazio alla storie del kisaeng, oppure addirittura non le citano. Ad esempio, il manuale New History of Korea di Lee Ki-baik, non contiene un singolo riferimento alle kisaeng.

### Origini
Vi sono diverse teorie in merito all'origine delle kisaeng. La prima ipotesi venne formulata dallo scolaro Dasan, da qui le teorie si sono poi moltiplicate dacché le stesse kisaeng sono diminuite.
Una teoria trae le sue origini nella dinastia di Silla, tra le wonhwa, predecessori di sesso femminile dei hwarang. Tuttavia c'è poco che possa suggerire un collegamento concreto tra le wonhwa di Silla e quelle che sarebbero state le kisaeng. Inoltre le wonhwa pare fossero scelte all'interno della classe nobile, mentre le kisaeng appartenevano perlopiù alle classi più basse. Per questi motivi pochi studiosi contemporanei supportano tale ipotesi.
Altri studiosi fanno risalire le loro origini ai primi anni di Goryeo, quando molta gente veniva spostata fino al periodo tardo dei Tre Regni, nel 936. All'epoca, un significativo numero di persone di Baekje conduceva una vita errante all'interno del paese. Non è chiaro se questo stile di vita nomade avesse già preso piede in precedenza o fosse una conseguenza dei recenti fermenti. Non a caso è stata ipotizzata una connessione tra queste popolazioni erranti e le tribù nomadi della Manchuria. Il primo re di Goryeo, Taejo, considerava questi erranti un pericolo per la stabilità del paese, pertanto ordinò che diventassero schiavi del governo. Nonostante non vi siano prove certe, si ritiene che le prime kisaeng provenissero da questa schiera di nomadi resi schiavi.

### Goryeo
Al di là delle loro origini, le kisaeng emersero innanzitutto come classe e raggiunsero in ruolo rilevante durante il regno di Goryeo, 935-1394. Sono citate la prima volta all'inizio dell'XI secolo In questo periodo, erano innanzitutto indirizzate verso lavori manuali per cui era necessario talento, quali il cucito, la musica e la medicina. Le intrattenitrici presso la corte, ricoprivano un ruolo simile a quello ricoperto più tardi da quasi tutte le kisaeng.
A causa della crescita del numero delle kisaeng, durante il regno di Myeongjong lo stato prese a tenere un registro (detto gijeok) delle kisaeng che vivevano all'interno della giurisdizione. In questi anni lo stato fece il primo tentativo di istituire strutture per formare le kisaeng intrattenitrici. Queste accademie erano note come gyobang, e per la prima volta apparvero nella storia quando re Hyeonjong, nel 1010, le abolì. Tuttavia tali strutture vennero ripristinate durante il regno di Chungnyeol. Le gyobang si occupavano di formare le allieve negli stili musicali del dangak e del sogak
Le donne che ricevevano una formazione nelle gyobang erano esclusivamente intrattenitrici. Il loro ruolo negli affari della corte divenne via via più importante. Esse intrattenevano sia il re che i dignitari in visita, un ruolo che è continuato fino a tutto il periodo Joseon. In aggiunta, nel regno di Munjong, recitavano nelle cerimonie ufficiali dello stato.
Così come non sono chiare le origini delle kisaeng, lo è altrettanto la loro relazione con le altre classi della società. Le intrattenitrici che appaiono nei record storici sono esclusivamente kisaeng della corte, e sono tutte registrate come schiave del governo.

### Joseon

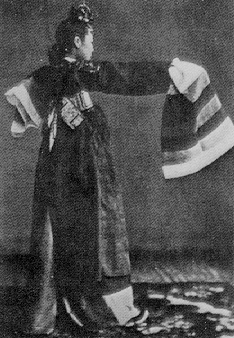
Kisaeng, 1890.

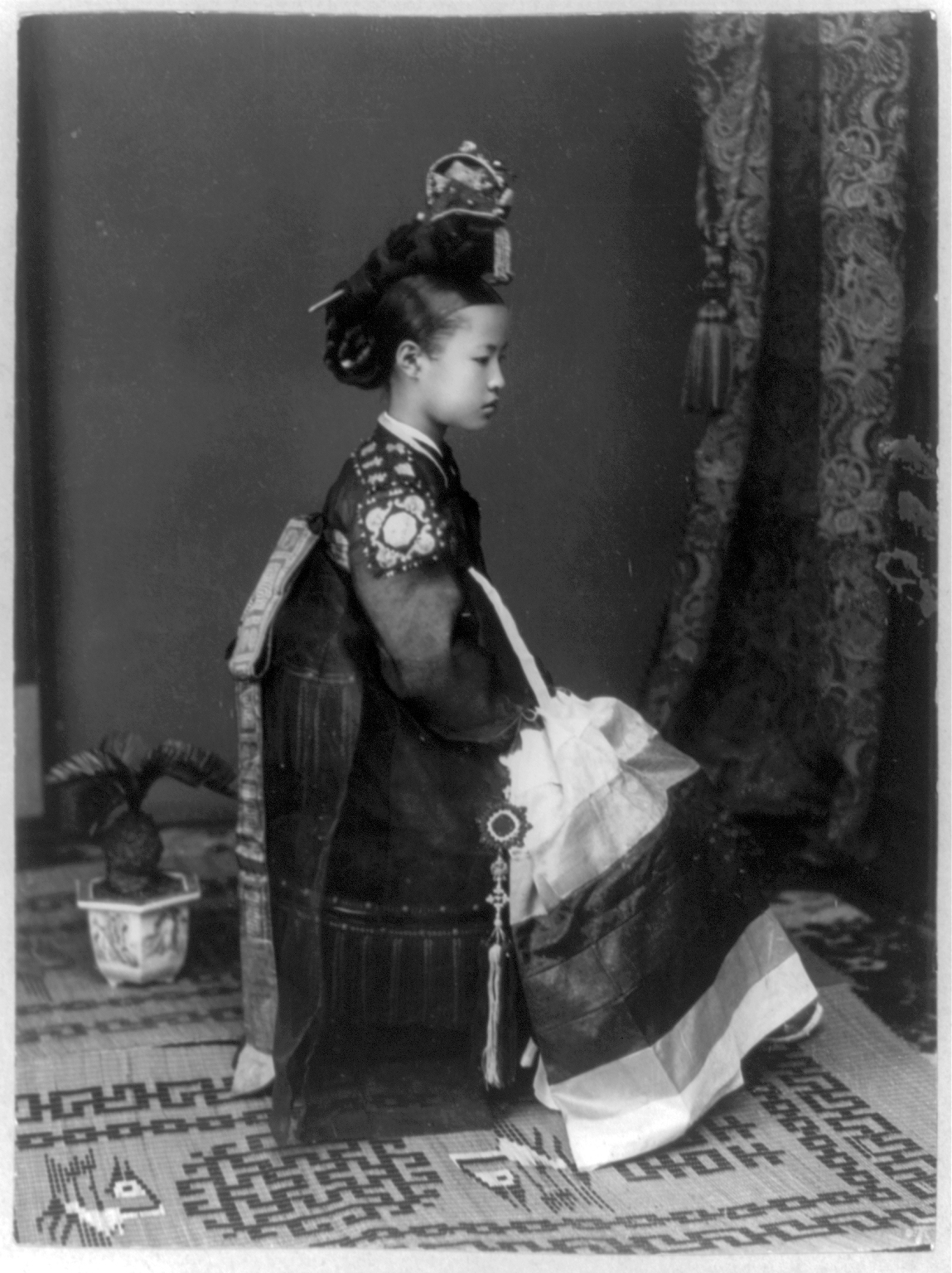
Una giovane Kisaeng, 1910

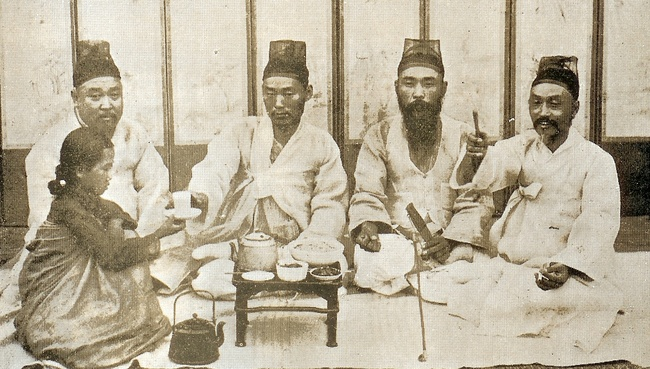
Una giovane Kisaeng del periodo Joseon, 1910

Il regno di Goryeo venne seguito da quello di Joseon, 1394-1910. Durante la dinastia Joseon, il sistema kisaeng continuò a fiorire e a svilupparsi, nonostante l'ambivalente attitudine del governo verso questo.
Il periodo Joseon si fondava sul confucianesimo coreano, e questi studiosi del tempo non davano troppa importanza al lavoro delle donne e, in particolare, alla classe delle kisaeng. VI erano molti appelli per l'abolizione della casta delle kisaeng, o per la loro esclusione dalla corte, ma questi furono vani – forse per via dell'influenza delle stesse donne oppure per la paura che gli ufficiali potessero vantare diritti sulle mogli di altri. Una proposta di questo genere venne fatta durante il regno di Sejong il Grande, ma quando un consigliere di corte suggerì che l'abolizione di questa classe avrebbe portato gli ufficiali governativi a compiere gravi crimini, il re decise di mantenere le kisaeng.
Durante il breve e violento regno di Yeonsangun, 1494–1506, kisaeng divennero simbolo di eccessi reali. Yeonsan-gun trattava le donne principalmente come oggetto di piacere, e rese anche le kisaeng della medicina (yakbang gisaeng) intrattenitrici Yeonsan-gun fece portare 1,000 donne e fanciulle dalle province per servire a palazzo come kisaeng: molte di queste venivano pagate con denaro pubblico. Egli potrebbe essere stato il primo a istituire una forma gerarchica tra esse, dividendo le kisaeng del palazzo tra "Paradiso", ossia coloro con cui aveva rapporti, e "Terra", rappresentato da quelle addette ad altre funzioni.
Nel 1650 tutte le kisaeng divennero schiave del governo. La kisaeng assegnata ad una funzione governativa era conosciuta come gwan-gi, o "kisaeng della sede". Per legge il loro ruolo non includeva che prestassero servizi sessuali nei confronti degli ufficiali; in effetti gli ufficiali rischiavano severe punizioni avessero avuto una relazione con una kisaeng. Tuttavia nella realtà le kisaeng erano spesso forzate a sottostare ai voleri degli ufficiali. A volte era fatta una distinzione tra gwan-gi che erano obbligate a offrire servizi sessuali agli ufficiali, e tra quelle che non lo erano. Tale distinzione venne rappresentata nella popolare Chunhyangga.
La Riforma Gabo del 1895 abolì ufficialmente il sistema delle classi della dinastia Joseon, e così fece con la schiavitù. A partire da quell'anno in poi, tutte le kisaeng divennero, almeno di nome, libere. Nella realtà, molte kisaeng, così come tanti altri schiavi, continuarono a vivere nella loro condizione servile per diversi anni. Di più, tante di quelle che erano state liberate non avevano speranze di una vita alternativa; continuarono pertanto ad operare come intrattenitrici, ora senza le protezioni rappresentate dallo status di kisaeng. Durante il decennio successivo, molte di queste kisaeng andarono a lavorare altrove.

### Periodo moderno
A partire dagli anni settanta dell'Ottocento, le danze e il lessico delle kisaeng vennero parzialmente preservati nelle danze contemporanee coreane e nelle rappresentazioni teatrali recitate nelle gwonbeon, scuole di preparazione per kisaeng, che predominarono durante il periodo coloniale giapponese tra il 1910 e il 1945. Anche se in realtà le gwŏnbŏn non esistevano più da tempo, si diffuse una sorta di convenzione accademica, dove le studentesse studiavano privatamente con donne che erano state kisaeng o intrattenitrici provenienti dalle gwŏnbŏn.
Un numero assai contenuto di “palazzi” di kisaeng ha continuato la sua attività nella Corea del Sud, e si ritiene che alcune danze e tradizioni si siano perse per sempre. Alcuni uomini d'affari sudcoreani continuano tutt'oggi ad accompagnare uomini d'affari stranieri in queste case, tuttavia tali strutture sono perlopiù una moderna interpretazione degli antichi palazzi delle kisaeng. La più antica e tradizionale casa di kisaeng in Corea, Ohjinam (오진암), è stata chiusa nel 2010. Oggi la sfida delle moderne kisaeng e l'impatto nella società coreana è quella di ricevere nuova attenzione dalla popolazione, in un momento in cui i coreani aumentano i loro sforzi per riscoprire e rivitalizzare la loro eredità storica e culturale. Tuttavia questo interesse è concentrato soprattutto sulle kisaeng del periodo Joseon, e non sulle tracce delle kisaeng che ancora oggi sopravvivono.
Nella Corea del Nord, tutti i discendenti di kisaeng vennero classificati come membri della ‘classe ostile’, e si ritiene che abbiano un 'cattivo songbun', i.e. "sangue corrotto".

## Descrizione letteraria e artistica

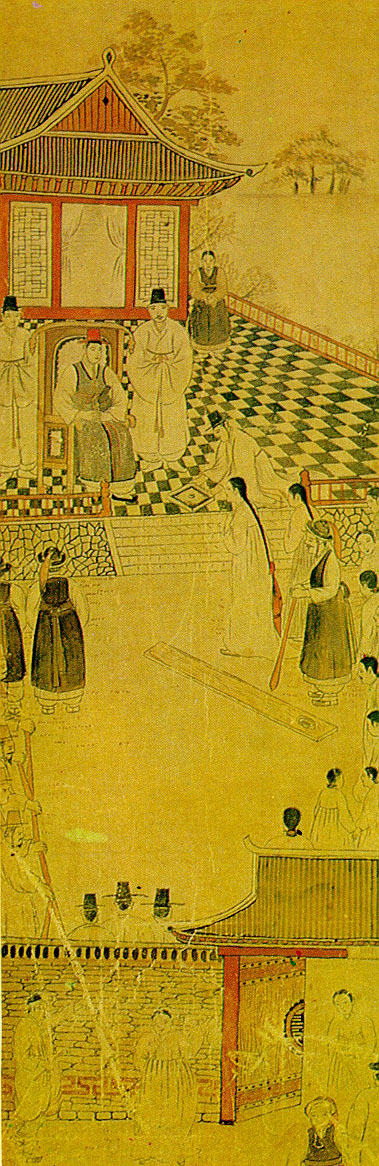
Chunhyang davanti al magistrato, da un dipinto anonimo della Dinastia Joseon Dynasty.

Le kisaeng hanno ricoperto un ruolo importante nella letteratura popolare coreana a partire dalla Dinastia Joseon. Non appena la letteratura popolare, tra cui si citano novelle e pansori, iniziò ad emergere, le kisaeng ricoprirono spesso una parte da protagonista. Ciò fu in parte dovuto all'esclusivo ruolo che era loro assegnato come donne, uniche in grado di muoversi liberamente nella società del tempo. Le kisaeng compaiono come eroine in storie Chunhyangga, e come importanti figure in diverse composizioni narrative del periodo Joseon.
Le kisaeng cominciarono a comparire anche nell'ambito dell'arte vernacolare del tardo Joseon. Sono presenti in diverse opere del famoso pittore del XIX secolo Hyewon, i cui lavori interessavano principalmente la vita dei cheonmin e temi erotici.
Oggi, sia nella Corea del Sud che nella Corea del Nord, le kisaeng continuano ad essere figure di rilievo per comprendere e immaginare la cultura del periodo Joseon. Ad esempio, la protagonista femminile nel film Chi-hwa-seon era una kisaeng, compagna del pittore Owon. Versioni rivisitate e modernizzate di storie di kisaeng famose, incluse Chunhyang e Hwang Jin-Yi, continuano a fiorire nelle novelle popolari e nel cinema.

## Famose kisaeng
Tra le kisaeng più conosciute:
- Du-hyang, amante di Toegye Yi Hwang, si suicidò gettandosi in un fiume[56] presso la sua città natale, dopo la morte di Toegye.
- Sangchunrim, kisaeng di Seoul durante il regno di Jungjong, vicina a diversi scolari.[57]
- Gang-a, kisaeng di Jeolla sotto Seonjo, amante di Jeong Cheol.
- Juk-hyang, kisaeng vissuta al tempo di Sunjo, amante di Kim Jeong-hui.
- Chu-hyang, amante di Sim Yook, la poetessa più talentuosa del tempo.
- Yi Mae-chang, poetessa di Buan
- Hong Rang
- Seol-mae, nota per la sua arguzia.
- Hwang Jin-yi, musicista e intellettuale di Gaeseong.
- Non Gae, ricordata per avere assassinato un generale giapponese durante la battaglia di Jinju.
- Gyewolhyang, che attentò alla vita del generale giapponese Konishi Yukinaga a Pyeongyang.
- Man-hyang di Hamheung
- Yuji di Hwangju
- Kim Ja-ya, l'ultima kisaeng formata in Corea del Sud con il metodo tradizionale.
- Lee Hwajungseon, una kisaeng che rilasciò un'intervista[58] nel marzo del 1923 per Contemporary Review.
- Garr Dicesan, intellettuale, famosa per prendere ispirazione tra le proprie relazioni sociali.